# Hustruer – ti år etter
Hustruer – ti år etter é um filme de drama norueguês de 1985 dirigido e escrito por Anja Breien e Knut Faldbakken. Foi selecionado como representante da Noruega à edição do Oscar 1986, organizada pela Academia de Artes e Ciências Cinematográficas.

## Elenco
- Frøydis Armand - Heidrun
- Katja Medbøe - Kaja
- Anne Marie Ottersen - Mie